# 亚历山大·安德烈耶维奇·列普宁
亚历山大·安德烈耶维奇·列普宁 （俄语：Александр Андреевич Репнин，—1612年1月3日）是一位俄罗斯沙皇國军事人物和政治人物、貴族、潘特勒和沃伊沃德，它是安德里·雷普宁的独子。